# 西班牙语历史
今日所谓西班牙语来自通俗拉丁语的一种方言，是罗马人在公元前3世纪末开始占领伊比利亚半岛后带来的。受中世纪早期安达卢斯霸权的影响，伊比利亚罗曼语支语言从阿拉伯语中借来了大量词汇。后来卡斯蒂利亚王国向南扩张，西班牙-罗曼语也跟着向南取代了受阿拉伯语和莫扎拉布语影响的罗曼语方言，不过在此过程中，西班牙语也吸收了后者的特征。:17–290西班牙语最早的规范形态是在13世纪由阿方索十世提出的（他用卡斯蒂利亚语取代了拉丁语作为国家行政语言），可能也借鉴了托雷多上层社会的语言。:19–22由于卡斯蒂利亚王国在半岛上的政治威望，以及其方言较少用于文学作品，使得卡斯蒂利亚方言在中世纪余下的时间里得以向东、西分别传播到阿拉贡王国及莱昂王国。:19–20从1560年代开始，标准的书面形式沿袭的主要是马德里的用语。:20–21
西班牙语随着西班牙在早期现代对美洲及加那利群岛的征服向外传播。除加勒比地区外，新殖民地管理机构的主要权力中心位于墨西哥城和利马，因此这两个地方比西班牙帝国其他更边缘的领土保留了更多半岛中央标准方言的特征。帝国内这些“化外之地”更普遍的是半岛南部的塞维利亚（16世纪王室属地的最大城市、通向美洲的港口）方言，其影响（与安达卢西亚西班牙语有关）的影响在整个美洲甚至也占了上风。:22–26此后西班牙语也受到美洲原住民语言的影响，主要来自加勒比、中安第斯和中美洲地区。:23今日的西班牙语是20个国家的官方语言，也是众多国际组织的官方语言，包括联合国。

## 主要的区别特征
西班牙语音系的演变与其他临近的罗曼语族语言（如葡萄牙语、加泰罗尼亚语）相比，有以下几个特点：
- 拉丁语短e和o的裂化（tiempo、puerta，比较葡萄牙语）
- 中世纪西班牙语咝音的清化及进一步演变，产生(1)清软腭擦音[x]，见于caja、hijo、gente；(2)西班牙本土众多方言中的清齿擦音[θ]，见于、hacer、lazo
- 拉丁语词首/f/的去口音化、最终消失，在现代拼写中记作不发音的⟨h⟩，如hablar、hilo、hoja（分别来自拉丁语。也可见于加斯科涅语：、huelha）
- 颚音/ʎ/（来自通俗拉丁语-LJ-、-CL-、-GL-）的早期擦音化，首先变为/ʒ/，最终变为软腭音/x/，如filius→hijo、*oc'lu→ojo、*→cuajar；参葡萄牙语filho、olho、coalhar）。
- 许多词中，词首的PL-、CL-、FL-变为/ʎ/，如plorare→llorar、clamare→llamar、flamma→llama；参葡萄牙语chorar、chamar、chama、加泰罗尼亚语）
- 通俗拉丁语词首的/j/（来自J-、DJ-、G(E)-、G(I)-）在/a/、/e/、/i/前保留，随后在非重读音节中消失（iaceō→yace、gypsum→yeso、ienuārius→enero、*iectāre→echar、gelāre→helar、*genuclum→hinojo，比较葡萄牙语jaz、gesso、janeiro、jeitar、gelar、joelho）

下面是大部分伊比利亚罗曼语支语言的特征：
- 拉丁语-NN-和-LL-颚化为/ɲ/和/ʎ/（año、caballo）（以及加泰罗尼亚语：any、cavall）。
- /b/与/v/合流，使得名词tubo和动词tuvo同音（在矫枉过正或照拼法发音时则不会）[2]（以及加利西亚语、北部欧洲葡萄牙语、部分加泰罗尼亚语及奥克语方言）
- /b/、/d/、/ɡ/→[β̞]、[ð̞]、[ɣ̞]，即擦音化——不仅来自于拉丁语B、D、G（如probar、sudar、legumbre），还来自拉丁语*V、P、T、C（如西班牙语tuvo、sabe、vida、lago）（以及加利西亚语、欧洲葡萄牙语、加泰罗尼亚语和部分奥克语）

拉丁语的4种动词变位在西班牙语中缩减为3种。拉丁语不定式后缀-ĀRE、-ĒRE、-ĪRE分别变为西班牙语不定式后缀-ar、-er、-ir。拉丁语第三变位，即以-ĔRE结尾的不定式在西班牙语中变为-er或-ir（如facere→hacer、dicere→decir）。西班牙语动词形态仍在使用拉丁语中的综合形式，在法语和意大利语（部分）中这些形式已变为分析形式（参西班牙语lavó、法语il a lavé），西班牙语的虚拟语气的现在时和过去时形式没有相混。
西班牙语句法为部分直接宾语提供了明显的标记（参受词异相标记），间接宾语则发生附着词素倍增，即使有明确的名词短语存在，也会出现一个“多余的”代词（le、les）（这两个特征不见于其他西罗曼语支语言，但都是罗马尼亚语拥有的特点）。西班牙语是一种代词脱落语言，也就是说动词短语往往可以脱离主语代词（或做主语的名词短语）而独立存在。与其他罗曼语相比，西班牙语的句法似乎更加自由，对主谓宾的语序限制较少。
由于与其他语言长期的语言接触，西班牙语词库包含来自巴斯克语、西班牙-凯尔特语（凯尔特伊比利亚语和盖利西亚语）、伊比利亚语、日耳曼语（哥德语）、阿拉伯语和美洲原住民语言的借词。
现代西班牙语中无清晰规律可循的重音诞生于15世纪，16世纪开始大规模出现。随着18世纪西班牙皇家学院的出现，它们的使用开始变得规范化。另见西班牙语正写法。

## 外部历史

随着伊比利亚收复失地运动的进行，各种通俗拉丁语后代最终（与巴斯克语一起）混合在一起。其中最大的人群是卡斯蒂利亚人，他们的语言最终发展成为了西班牙语。

标准西班牙语也称“卡斯蒂利亚语”，以区别于西班牙部分地区的其他语言，如加利西亚语、加泰罗尼亚语、巴斯克语等。直到约15世纪的此种变体，习惯上被称作“古西班牙语”。自约16世纪起，则称“现代西班牙语”。16、17世纪的西班牙语有时也称“古典西班牙语”，指的是那个时代的文学成就。

### 起源
卡斯蒂利亚西班牙语来自西班牙中北部几个地区的通俗拉丁语变体。最终，13世纪左右托莱多及周边的方言称为书面语的基准。随着收复失地运动的进展，这种方言渐渐传播到南方，并几乎完全取代/吸收了当地的罗曼语方言，并从安达卢西亚阿拉伯语中借来许多词、受莫扎拉比语（摩尔人领土上基督徒所用的罗曼语）和中世纪犹太西班牙语影响。这些语言到16世纪晚期就已经在伊比利亚半岛上销声匿迹了。:11–15:331–334
卡斯蒂利亚及其语言的威望部分是通过卡斯蒂利亚英雄在收复失地运动，特别是費爾南·岡薩雷茲和熙德，以及关于他们的叙事诗来宣传的，这些叙事诗在其他方言区也被用卡斯蒂利亚语吟诵。:15
一般认为“最早的西班牙语文献”是拉里奥哈圣米良德拉科戈利亚修士所著《圣米良修士集注》。它们是添在拉丁语经典行间的注解。如今《集注》所用的语言被认为更接近纳瓦拉-阿拉贡语，而非西班牙语。对其年代的估计从10世纪末至11世纪初不等。:162
13世纪，阿方索十世迈出了书面卡斯蒂利亚语标准化的第一步。他在托莱多的宫廷中召集文士，令他们用卡斯蒂利亚语写下大量历史、天文、法律等领域的作品。:15–16:235–248
安东尼奥·德·内夫里哈撰写了西班牙语第一部语法书《卡斯蒂利亚语语法》，并在1492年将其献给伊莎贝拉一世，据说她很早就意识到这种语言作为霸权工具的实用性，似乎预见到了随着哥伦布的航行即将建立起来的帝国。:288–290
由于古西班牙语和现代书面语有较高的相似度，现代西班牙语母语者可以不费吹灰之力学会阅读中世纪的文献。
西班牙皇家学院成立于1713年，主要目的是为了规范语言。学院在1726–1739年间出版了第一部共6卷《西班牙语词典》，接着在1771年出版了第一本语法书，:419–420并继续不时地更新。（学院编著的词典 （页面存档备份，存于）现可在互联网上查阅。）今日，每个西班牙语国家都有一个类似的语言学院，1951年还成立了西班牙语言学院协会。

### 美洲
自15世纪末开始，西班牙探险家通过对美洲的发现和殖民，将西班牙语带过大西洋，在墨西哥、中美洲及南美洲西部和南部登陆。在西班牙王室的统治下，这种语言被西班牙士兵、传教士、征服者和企业家用作殖民工具。在接下来几个世纪中，他们的后代也在继续传播这种语言。
西班牙人的后代：克里奥尔人和麦士蒂索人在美洲继续使用西班牙语。在19世纪的独立战争后，新的统治精英讲他们的西班牙语推广到全体居民，包括美洲印第安人的大多数，以加强民族团结。如今，前西班牙殖民地大都将第一语言和官方语言设为西班牙语。:335–347
在19世纪末，仍是西班牙殖民地的古巴和波多黎各开始鼓励更多来自西班牙的移民，同样，其他西语国家，如阿根廷、乌拉圭，较少地智利、哥伦比亚、墨西哥、巴拿马和委内瑞拉在19世纪末和20世纪初吸引了大批西班牙和非西班牙的欧洲民族移民潮。移民的第二或三代大都依当地政府的同化政策采用了西班牙语。
当波多黎各在美西战争后成为美国的属地时，其人口几乎完全是西班牙人和非裔加勒比人/西班牙人（穆拉托人和麦士蒂索人）的后代，因而保留了继承下来的西班牙语，与美国人的英语共同为官方语言。在20世纪，超过100万波多黎各人移民到了美国本土。
类似情况发生在美国西南部美墨战争中夺来的加利福尼亚州、亚利桑那州、新墨西哥州和得克萨斯州，当地有着大量的西班牙语人口（德哈诺人、加利福尼亚西班牙人、奇卡诺人（墨西哥裔美国人）、墨西哥移民等），在战争前后都在说西班牙语。来自美洲西语国家的数百万公民和移民也接着说西班牙语（如自1959年古巴革命开始来到迈阿密的古巴裔、后来是其他拉美人群；现在当地大多数人讲西班牙语）。西班牙语现在被当做美国的“第二语言”，超过5%的美国人口讲西班牙语，但大多数拉丁裔/西班牙裔美国人是双语者或经常讲英语。

### 非洲
西班牙语在赤道几内亚的存在可以追溯到18世纪末，在1968年获得独立时被设为官方语言。
西撒哈拉广泛使用西班牙语，该地区在19世纪80年代至20世纪70年代近一百年间都是西班牙的保护国/殖民地。

### 犹太西班牙语
1492年，西班牙驱逐了犹太人，他们说的犹太西班牙语沿着自己的路线发展，并在以色列、土耳其和希腊被越来越多的人使用。:21–24:524–534

### 在太平洋
马里亚纳群岛的西班牙语一直存续到太平洋战争。复活节岛上大部分人说西班牙语和拉帕努伊语。

### 西班牙
佛朗哥时代的西班牙语言政策规定西班牙语是西班牙唯一的官方语言，直到今天，它仍是政府、商业、公共教育、工作场所
文化艺术和媒体中最广泛使用的语言。但在20世纪六七十年代，西班牙议会同意允许各省使用、印刷其他3种语言的官文：加泰罗尼亚、巴利阿里群岛和巴伦西亚的加泰罗尼亚语；巴斯克自治区和纳瓦拉的巴斯克语；加利西亚的加利西亚语。自1975年佛朗哥去世后，西班牙变为一个多党民主和权力去中心化的国家，由各个西班牙自治区组成。这一政治系统下，阿兰方言（加泰罗尼亚西北部一种奥克语）、巴斯克语、加泰罗尼亚语、加利西亚语、阿拉贡语、阿斯图里亚斯语和莱昂语等各种西班牙语言都在各自的自治区获得了官方地位。

### 国际
联合国于1945年成立时，西班牙语被指定为其5种官方语言之一（其他4种是汉语、英语、法语、俄语；1973年加入阿拉伯语）。
诺贝尔文学奖得主列表中包括11位用西班牙语写作的作家。

## 影响
若说对西班牙语的“影响”，主要指的是西班牙语的借词。纵观其历史，西班牙语接收的借词主要来自古西班牙诸语（如巴斯克语、伊比利亚语、凯尔特伊比利亚语、盖利西亚语）、希腊语、日耳曼语族语言、阿拉伯语、邻近的罗曼语族语言、美洲原住民语言、英语等。
从巴斯克语进入（或经由:340）西班牙语的最常用的词是“左”。也有少量常见的西班牙姓氏来自巴斯克语，如García（加西亚）、Echeverría（艾切维里亚）等。巴斯克地名在西班牙各地也很常见，因为有许多巴斯克人投身于收复失地运动，并在半岛各处定居。伊比利亚语和凯尔特伊比利亚语可能也留下了些地名。日常词汇中来自凯尔特语族的有camino“路”、carro“马车”、colmena“蜂巢”和cerveza“啤酒”。:256-iego：mujeriego“色鬼”；-ego：gallego“加利西亚人”也是凯尔特语来源。
有人认为巴斯克语语音影响了西班牙语的唇齿音，使得[v]变为唇音[β]，并使[f]最终消失。其他学者则否认或淡化巴斯克语在语音上的影响，称这些变化发生在方言中，完全是语言内部演变而非外部影响的结果。:91–92当然，也有可能是内外部因素的共同作用。
一些来自希腊语的词汇已经出现在后来成为西班牙语的通俗拉丁语中。另外，教会的用语中也包含了不少希腊语词汇。13世纪时，西班牙语从古希腊语中又借来一些医学、科技等领域的词汇。:260–262
日耳曼语族语言对西班牙语语音的演变影响极小，更大的影响在词汇方面，在所有西班牙语方言中都很常见。例如，现代表示罗盘方位的词（norte、este、sur、oeste）全部来自日耳曼语（比较现代英语north、east、south、west），是15世纪才从大西洋水手那里借来的。
711年，伊比利亚半岛遭摩尔人入侵，带来了阿拉伯语。直到格拉纳达酋长国灭亡（1492）的将近八个世纪的时间里，西班牙语一直在从安达卢西亚阿拉伯语中借来各种词汇，如alcalde“市长”、álgebra“代数”、aceite“油”、zanahoria“胡萝卜”、alquiler“租金”、achacar“责备”、adelfa“夹竹桃”、barrio“邻里、社区”、chaleco“马甲”等等，占西班牙语词汇的8%——仅次于拉丁语。人们认为，莫扎拉布人的双语能力促使了阿拉伯语词汇向西班牙语的大规模转移。:271
邻近的罗曼语，如加利西亚-葡萄牙语、加泰罗尼亚语、法语和奥克语，在整个中世纪、直到现代都在向西班牙语输出词汇。:272–275, 279–281从意大利语的借用受意大利文艺复兴的影响，在16和17世纪最为频繁。:281–284
西班牙帝国在新大陆的殖民统治让美洲原住民语言也有了向西班牙语输入词汇的机会，特别是与动植物、每周特有文化相关的词汇。:275–277
20世纪起，对英语的借用变得尤为强烈，主要是体育、技术和商业领域的词汇。:277–279
拉丁语的学术及“书面”词汇进入西班牙语，是通过书面语和教会礼仪语言的影响而进行的另一种形式的词汇借用。在整个中世纪和吸纳带早期，大多数识字的西班牙人也都懂拉丁语；因此他们很容易将拉丁语词汇用于写作和口语中。西班牙人所说的拉丁语词汇主要来自古典拉丁语，也有同一时代的文艺复兴拉丁语。

## 内部历史
西班牙语和其他罗曼语一样，相较于通俗拉丁语发生了大规模变化，主要有长短元音之别的消失、名词格系统的消失和异相动词的消失。

### 词中音消失
西班牙语历史上，词中音消失指重读音节旁的非重读元音的消失。一开始这主要发生在流音R或L旁以及S和T之间。:10:113:50–51
| 环境 | 拉丁语词汇                                   | 西班牙语词汇                       |
| ---- | -------------------------------------------- | ---------------------------------- |
| _r   | aperīre, humerum, litteram, operam, honorāre | abrir, hombro, letra, obra, honrar |
| r_   | eremum, viridem                              | yermo, verde                       |
| _l   | acūculam, fabulam, insulam, populum          | aguja, habla, isla, pueblo         |
| l_   | sōlitārium                                   | soltero                            |
| s_t  | positum, consūtūram                          | puesto, costura                    |

辅音在元音间浊化，接着其他辅音组合的非重读元音消失：
| 环境          | 拉丁语词汇                               | 西班牙语词汇                             |
| ------------- | ---------------------------------------- | ---------------------------------------- |
| b_t           | cubitum, dēbitam, dūbitam                | codo, deuda, duda                        |
| c_m, c_p, c_t | decimum, acceptōre, recitāre             | diezmo, azor, rezar                      |
| d_c           | undecim, vindicāre                       | once, vengar                             |
| f_c           | advērificāre                             | averiguar                                |
| m_c, m_n, m_t | hāmiceolum, hominem, comitem             | anzuelo, hombre, conde                   |
| n_c, n_t      | dominicum, bonitāte, cuminitiāre         | domingo, bondad, comenzar                |
| p_t           | capitālem, computāre, hospitālem         | caudal, contar, hostal                   |
| s_c, s_n      | quassicāre, rassicāre, asinum, fraxinum  | cascar, rascar, asno, fresno             |
| t_c, t_n      | masticāre, portaticum, trīticum, retinam | mascar/masticar, portazgo, trigo, rienda |

### 语音省略
元音间的清音常常浊化，许多元音间的浊塞音（d、g、偶尔有b）会通过语音省略而彻底消失。:85–87:232–237元音间的拉丁语/b/到古西班牙语常常变为/v/（如habēre>aver）而拉丁语/p/变为/b/（sapere>saber）。现代这两个音素合并为/b/（haber、saber），在元音间实现为[β]。拉丁语浊塞音/b、d、ɡ/分别写作B、D、G，出现在元音间的也出现了辅音弱化：[β]、[ð]、[ɣ]，但在西班牙语中也是经由来自古典拉丁语的书面词出现的。
| 辅音  | 拉丁语词                                        | 西班牙语词                       |
| ----- | ----------------------------------------------- | -------------------------------- |
| b → ∅ | vendēbat                                        | vendía                           |
| d → ∅ | comedere, vidēre, hodie, cadēre, pede, quō modō | comer, ver, hoy, caer, pie, cómo |
| g → ∅ | cōgitāre, digitum, legere, ligāre, lēgāle       | cuidar, dedo, leer, liar, leal   |

许多词仍写作带d、g的形式，如ligar、legal、dígito、crudo，都是书面词。参正常演变的liar、leal、dedo和古西班牙语cruo及其拉丁语原词crūdus。
| 辅音    | 拉丁语词                        | 西班牙语词                     |
| ------- | ------------------------------- | ------------------------------ |
| d → [ð] | gradus, vadum                   | grado, vado                    |
| g → [ɣ] | sparagus, agustus, plāga, magus | espárrago, agosto, llaga, mago |

### 浊化与咝化
在几乎所有西罗曼语支语言中，拉丁语清塞音/p、t、k/（分别写作P、T、C/Q）在元音间会经历一到三个连续的弱化，分别是浊化、咝化和省略。在西班牙语中，清塞音一般都经历了浊化和咝化，从而分别产生浊擦音[β]、[ð]、[ɣ]。:82–85:67–71拉丁语浊塞音/b、d、ɡ/（分别写作B、D、G）在元音间时也经历了弱化，分别变为[β]、[ð]、[ɣ]。虽然曾有人推测，这种变化由地理上邻近伊比利亚通俗拉丁语的凯尔特语族和巴斯克语底层的语音特征转变而来（参语言联盟），但现在，学界普遍认为这是语言内部的自然变化。:17–27元音间的/p、t、k、b、d、ɡ/通过来自古典拉丁语的书面词重新出现在西班牙语中，也通过通俗拉丁语双辅音的简化重新出现（下详）。
这些音变不仅出现在元音间，还出现在元音之后、响音之前，如/r/（拉丁语patrem>西班牙语padre），相反则不行（拉丁语partem>西班牙语parte，而不是parde）。
| 辅音      | 拉丁语词                                                     | 西班牙语词 |
| --------- | ------------------------------------------------------------ | --- |
| p → b [β] | aperīre, cooperīre, lupum, operam, populum, capram, superāre | abrir [aˈβɾir], cubrir [kuˈβɾir], lobo [ˈloβo], obra [ˈoβɾa], pueblo [ˈpweβlo], cabra [ˈkaβɾa], sobrar [soβˈɾar]   |
| t → d [ð] | cīvitātem, cubitum, latum, mūtāre, scūtum, stātus, petram    | ciudad [θjuˈðað], codo [ˈkoðo], lado [ˈlaðo], mudar [muˈðar], escudo [esˈkuðo], estado [esˈtaðo], piedra [ˈpjeðra] |
| c → g [ɣ] | focum, lacum, locum, pacāre, sacrātum, aqua, lucrum          | fuego [ˈfweɣo], lago [ˈlaɣo], luego [ˈlweɣo], pagar [paˈɣar], sagrado [saˈɣɾaðo], agua [ˈaɣwa], logro [ˈloɣɾo]     |

动词decir的不同变形体现出不同的语音音值，主要取决于字母<c>（拉丁语/k/）后面是否有前元音。拉丁语/k/后面跟前元音（/i/或/e/，如dice、decimos等）最终变为西班牙语/θ/；但在其他后接后元音的形式中，/k/则浊化为/ɡ/，并在现代擦化为[ɣ]（如digo、diga）。这也是其他几个以-cer或-cir结尾的西班牙语动词的模式，如下所示：
| /k/ → /θ、s/（前元音前） | /k/ → /θ、s/（前元音前）          | /k/ → /θ、s/（前元音前）                     | /k/ → /ɡ/（后元音前）           | /k/ → /ɡ/（后元音前）                           | /k/ → /ɡ/（后元音前）     |
| 汉语                     | 拉丁语                            | 西班牙语                                     | 汉语                            | 拉丁语                                          | 西班牙语                  |
| ------------------------ | --------------------------------- | -------------------------------------------- | ------------------------------- | ----------------------------------------------- | ------------------------- |
| 说、告诉 它说、它告诉    | dīcere /ˈdiːkere/ dīcit /ˈdiːkit/ | decir /deˈθiɾ/,/deˈsiɾ/ dice /ˈdiθe/,/ˈdise/ | 我说、我告诉 希望它说、它可能说 | dīcō /ˈdiːkoː/ dīcat /ˈdiːkat/                  | digo /ˈdiɡo/ diga /ˈdiɡa/ |
| 做 它做                  | facere /ˈfakere/ facit /ˈfakit/   | hacer /aˈθeɾ/,/aˈseɾ/ hace /ˈaθe/,/ˈase/     | 我做 希望它做、它可能做         | faciō > *facō /ˈfakoː/ faciat > *facat /ˈfakat/ | hago /ˈaɡo/ haga /ˈaɡa/   |

### 元音裂化
一般认为拉丁语重读短E、O在西罗曼语中分别反映为半低元音/ɛ、ɔ/，与半闭元音/e、o/形成对立，后者分别来自长E和短I、长O和短U。这一变化可以解释现代罗曼语元音系统的相似性，如葡萄牙语、加泰罗尼亚语和意大利语。这些半低元音后来在许多西罗曼语中都发生了裂化，西班牙语中这种变化不受音节开闭的影响。法语和意大利语的裂化仅发生于开音节；葡萄牙语没有发生裂化。因此，西班牙语有一个五元音系统，而非典型罗曼语的七元音系统。:61–63:122:44后来，重读短[e]和[o]由通俗拉丁语的短/i、u/及长[eː、oː]重新演化出来，又经由古典拉丁语的书面词汇重新输入了西班牙语。
| 音节开或闭 | 拉丁语        | 西班牙语       | 法语        | 意大利语      | 葡萄牙语     | 加泰罗尼亚语 |
| ---------- | ------------- | -------------- | ----------- | ------------- | ------------ | ------------ |
| 开音节     | petram, focus | piedra, fuego  | pierre, feu | pietra, fuoco | pedra, fogo  | pedra, foc   |
| 闭音节     | festa, porta  | fiesta, puerta | fête, porte | festa, porta  | festa, porta | festa, porta |

### 书面词与双辅音的简化
书面词受到拉丁语的强烈影响，在13世纪中后期阿方索十世时期的著作中越发频见。这些词中有许多双辅音，在口头传播的最初几个世纪，这些双辅音已经被简化了。这一过程也影响了许多新的、更学术的词汇，特别是当这些词汇在古西班牙语阶段流行开来时。简化了的双辅音包括-ct-、-ct[i]-、-pt-、-gn-、-mn-、-mpt-、-nct-。大部分简化形式后来都恢复了书面形式，没有的则混入口语词。:390
| 双辅音               | 拉丁语形式                                                   | 书面形式                                              | 古西班牙语                                      | 现代西班牙语                                                 |
| -------------------- | ------------------------------------------------------------ | ----------------------------------------------------- | ----------------------------------------------- | ------------------------------------------------------------ |
| ct → t               | effectum, perfectum, respectum, aspectum, dīstrīctus, sectam | efecto, perfecto, respecto, aspecto, districto, secta | efeto, perfeto, respeto, aspeto, distrito, seta | efecto, perfecto, respeto/respecto, aspecto, distrito, secta |
| ct[i] → cc[i] → c[i] | affectiōnem, lectiōnem, perfectiōnem                         | affección, lección, perfección                        | afición, lición, perfeción                      | afición/afección, lección, perfección                        |
| pt → t               | acceptāre, baptismum, conceptum                              | aceptar, baptismo, concepto                           | acetar, bautismo, conceto                       | aceptar, bautismo, concepto                                  |
| gn → n               | dīgnum, magnīficum, signīficāre                              | digno, magnífico, significar                          | dino, manífigo, sinifigar                       | digno, magnífico, significar                                 |
| mn → n               | columnam, solemnitātem, alūmnus                              | columna, solemnidad, alumno                           | coluna, solenidad, aluno                        | columna, solemnidad, alumno                                  |
| mpt → nt             | promptum, exemptum                                           | prompto, exempto                                      | pronto, exento                                  | pronto, exento                                               |
| nct → nt             | sanctus, distīnctum                                          | sancto, distincto                                     | santo, distinto                                 | santo, distinto                                              |

这些词的现代形式大多比古西班牙语更接近拉丁语。前者的简化形式可被接受，往往和书面词构成共存甚至竞争关系。西班牙教育系统和稍后成立的西班牙皇家学院要求一个词的所有辅音都要发声，这使得大多数简化形式被逐渐淘汰。许多简化形式在中世纪和文艺复兴的文学作品中尚有使用（有时用作拟古用语），但后来多被归入土语、白话。这两种形式偶尔在现代都保留下来，意思也产生细微差别，或是用语熟语，例如afición“喜欢”或“爱好”，而afección则是“病”；现代西班牙语respeto“尊重（的态度）”，而con respecto a则是“关于”。
大多数音节尾有双辅音的词都借自古典拉丁语，如：transporte[tɾansˈpor.te]、transmitir[tɾanz.miˈtir]、instalar[ins.taˈlar]、constante[konsˈtante]、obstante[oβsˈtante]、obstruir[oβsˈtɾwir]、perspectiva[pers.pekˈti.βa]、istmo[ˈist.mo]。在绝大多数方言的口语中，音节末不容许出现多个辅音，反映了通俗拉丁语的背景。诸如[trasˈpor.te]、[tɾaz.miˈtir]、[is.taˈlar]、[kosˈtante]、[osˈtante]、[osˈtɾwir]、[ˈiz.mo]这样的实现非常普遍，许多情况下在正式讲话中也被认为可以接受。
另一种双辅音简化的结果是延长的塞音：-pp-、-tt-、-cc-、-bb-、-dd-、-gg-/pː, tː, kː, bː, dː, gː/>-p-、-t-、-c-、-b-、-d-、-g-/p, t, k, b, d, g/。拉丁语浊音-bb-、-dd-、-gg-/bː, dː, gː/仍是浊音，并与拉丁语/p、t、k/在元音间的变体/b、d、g/合并为浊擦音：[β]、[ð]、[ɣ]。
| 辅音            | 拉丁语词                                                                     | 西班牙语词                                                |
| --------------- | ---------------------------------------------------------------------------- | --------------------------------------------------------- |
| bb [bː] → b [β] | ABBĀTEM                                                                      | abad                                                      |
| dd [dː] → d [ð] | IN + ADDERE, ADDICTUS, ADDICTIŌNEM                                           | añadir, adicto, adicción                                  |
| gg [gː] → g [ɣ] | AGGRAVARE                                                                    | agravar                                                   |
| pp [pː] → p [p] | CUPPAM, CIPPUS, VAPPA, SUPPORTĀRE, SUPPŌNĒRE                                 | copa, cepo, guapo, soportar, suponer                      |
| tt [tː] → t [t] | CATTUM, GUTTAM, QUATTUOR, LITTERAM, ATTENDĒRE, ATTRAHERE, ATTRIBUERE, RATTUS | gato, gota, cuatro, letra, atender, atraer, atrever, rata |
| cc [kː] → c [k] | VACCAM, PECCĀRE, SICCUS, ACCŪSĀRE, OCCURRERE, BUCCAM                         | vaca, pecar, seco, acusar, ocurrir, boca                  |

### 元音化
“元音化”指的是辅音变为类似于元音的滑音（半元音）。一些音节末的辅音，无论是拉丁语中就在音节尾的还是被词中音消失带到词尾的，都变成了半元音。唇音（b、p、v）产生圆唇滑音[w]（被前接的圆唇元音吸收），而软腭音c（[k]）则产生硬颚近音[j]（可以颚化后面的[t]、被产生的硬颚塞擦音吸收）（debda、cobdo、dubdar的形式在古西班牙语中是有记载的，但假设的形式*oito、*noite在卡斯蒂利亚语成为书面语时已经让位于ocho和noche）。:85、94:253、347:61、78
| 变化         | 拉丁语词             | 古西班牙语过渡形式            | 西班牙语词       |
| ------------ | -------------------- | ----------------------------- | ---------------- |
| p → w        | baptistam, capitālem | （baptistam无此形式）, cabdal | bautista, caudal |
| b → w        | dēbitam              | debda                         | deuda            |
| (u)b → w → Ø | cubitum, dubitāre    | cobdo, dubdar                 | codo, dudar      |
| v → w        | cīvitātem            | cibdad                        | ciudad           |
| ct → ch      | octō, nōctem         | *oito, *noite                 | ocho, noche      |

### “贝塔”主义
大多数罗曼语维持了/b/与/v/间的对立。/b/可以直接继承拉丁语/b/，或是通过元音间拉丁语/p/的浊化形成。/v/一般来自拉丁语元音间/b/的异音，或对应于字母⟨v⟩的音素（古典拉丁语对应[w]，后在通俗拉丁语中强化为擦音）。在大部分罗曼语语区，/v/都是唇齿音，而在仍分/b/和/v/的古西班牙语中，后者可能实现为浊双唇擦音[β]。两个音素间的对立在部分环境中中和了，因为古西班牙语中，元音间、元音后和部分辅音之后，/b/也实现为[β]。塞音[b]和擦音[β]之间的相似性使得它们在古西班牙语结束时（16世纪）完全合并。:239现代西班牙语中，⟨b、v⟩代表同一个音素（一般转写为/b/），除句首或鼻音后实现为塞音[b]，通常实现为擦音[β]。同样的情况还可见于北部葡萄牙语方言和加利西亚语，而其他葡萄牙语方言则保持了对立。这种/b—v/合流还出现在东加泰罗尼亚的标准加泰罗尼亚语中，但巴伦西亚语大多数方言及加泰罗尼亚南部、巴利阿里方言、阿尔盖罗方言都保留了这种区别。
现代西班牙语中，自16世纪开始，具体选择⟨b或v⟩哪一个字母取决于该词的词源。正字法试图模仿拉丁文拼写，而不是保持古西班牙语基于发音的拼写。因此古西班牙语bever“喝”、bivir/vivir“活”分别被改成beber、vivir。遵循来拉丁语拼写bibere、vīvere。西班牙语地名科尔多瓦（Córdoba）在古西班牙语中常拼作Cordova，现在的写法则反映了罗马建城者的名字“Corduba”。

### 拉丁语f-→西班牙语h-→消失
F在拉丁语中几乎仅出现在词首。西班牙语中，它们大都演变为[h]，接着彻底消失。拼写上仍用了字位⟨h⟩，如humo“烟”、hormiga“蚂蚁”、hígado“肝”（比较意大利语fumo、formica、fegato，/f/完整），但发音上已经彻底消失：/ˈumo/、/orˈmiɡa/、/ˈiɡado/。一般认为⟨f⟩在拉丁语中表示唇齿音[f]，后来经历一系列弱化变为唇音[ɸ]，接着是声门音[h]（如现代拼写），然后在大多数方言中完全消失。一般认为⟨h⟩在通俗拉丁语中不发音。这个过程最早的书面证据可追溯到863年，其时拉丁语名字Forticius被写成Ortiço，说明其声母可能是[h]，但绝非[f]（同一名字在927年一份文件中写作Hortiço）。⟨f⟩被⟨h⟩取代的情况在16世纪前并不常见，但这不意味着/f/还在。相反，⟨f⟩这个字母一直被用来表示/h/，直到/f/在约16世纪重新出现在西班牙语中（从古典拉丁语输入）。之后才有必要在拼写上区分两个音素。
/f→h/仅见于古卡斯蒂利亚语和加斯科涅语中。由于这两个地区历史上都有过与巴斯克语双语的过程，而巴斯克语曾有[h]但没有[f]，所以人们常认为这种变化是由巴斯克语引起的， 不过也有争议。
目前大多数有⟨f⟩的词要么是从古典书面拉丁语直接借来的书面词（如forma、falso、fama、feria）、阿拉伯语和希腊语借词或古西部彝语词首⟨f⟩后跟非元音（⟨r、l⟩或双元音的半元音组分），如frente、flor、fiesta、fuerte。:78–79:212–223:90
| 辅音    | 拉丁语词 | 古西班牙语过渡形式                                                                                      | 西班牙语词                                                                                              |
| ------- | --- | --- | --- |
| f- → h- | fabulāri, facere, faciendam, factum, faminem, farīnam, fēminam, fīcatum, fīlium, folia, fōrmōsum, fūmum, fungum, furcam | fablar, fazer, fazienda, feito, fambre, farina, fembra, fígado, fijo, foja, formoso, fumo, fongo, forca | hablar, hacer, hacienda, hecho, hambre, harina, hembra, hígado, hijo, hoja, hermoso, humo, hongo, horca |

Fabulāri译作“编故事”，与西班牙语双式词hablar“说”无关。

### 拉丁语无声h-
H在古典拉丁语中要发音，但在通俗拉丁语中失落了。古西班牙语中，单词的拼写没有任何这样的辅音。
| 辅音        | 拉丁语词                                                              | 古西班牙语过渡形式                                          | 西班牙语词                                                       |
| ----------- | --------------------------------------------------------------------- | ----------------------------------------------------------- | ---------------------------------------------------------------- |
| h- → ∅ → h- | habēbat, habēre, habuī, hodiē, hominem, honorāre, hospitālem, humerum | avié; aver; ove; oy; omne, omre, ombre; onrar; ostal; ombro | había, haber, hube, hoy, hombre, honrar, hostal/hospital, hombro |

### 古西班牙语咝音的变化
16世纪的西班牙语有3种浊咝音：齿音/d͡z/、舌尖-齿龈音/z/和硬颚-齿龈音/ʒ/（如古西班牙语fazer、casa、ojo），后来清化并与对应的清音合流：/t͡s/、/s/、/ʃ/（如caçar、passar、baxar）。⟨ç⟩也称⟨c⟩ cedilla，源自古西班牙语:163，但现代已重新写作⟨z⟩。
此外，塞擦音/t͡s/失去了其塞音组分，变为舌叶-齿擦音[s̪]。:86因此，古西班牙语中包含了两个有咝擦音，其对立十分微妙，完全取决于其调音部位：/s/是舌尖-齿龈音，/s̪/是舌叶-齿音，来自塞擦音/t͡s/。在西班牙北部和中部的方言中，它们发生异化，而安达卢西亚和美洲方言则将它们合并。
北部和中部方言的异化发生在舌叶-齿擦音向前移动到齿音的调音部位，失去咝音，变为[θ]。现代拼写中，这个音在⟨e、i⟩前写作⟨c⟩，其他地方写作⟨z⟩。西班牙南部/t͡s/的演变导致直接与/s/发生合并，产生舌叶齿音[s̪]（“seseo”，见于美洲和安达卢西亚部分地区）或[θ]（“ceceo”，分布在安达卢西亚少数地区）。一般而言安达卢西亚的沿海地区分布的[θ]较多，而内陆则更喜欢[s̪]。
在美洲殖民时期，大多数定居者来自西班牙南部；据几乎所有的学者称，这就是新大陆上几乎所有的西班牙语者仍说着主要来自西安达卢西亚和加那利方言的原因。
同时，齿龈-硬颚擦音/ʃ/是清/ʃ/（古西班牙语写作⟨x⟩）和浊化的/ʒ/（少数词中写作⟨j⟩，在⟨e、i⟩之前写作⟨g⟩）合并的结果。所有方言的此音都有向后移动的趋势，变为软腭音[x]、小舌音[χ]（西班牙部分地区）或喉塞音[h]（安达卢西亚、加那利群岛、美洲一部分，特别是加勒比海区域）。
:328–344:86–90

### 流音/l/和/r/互换
西班牙语词源的一个不寻常特点是，在源自拉丁语、法语的其他语言的词汇中，流音的/r/和/l/常会互换。如西班牙语milagro“奇迹”，来自拉丁语miraculum。更少见的是，这一过程涉及到/d/、/n/等辅音（入拉丁语anima→alma）。

### Yeísmo
早在15世纪的文献中，就偶尔有证据表明音素/ʝ/（一般写作⟨y⟩）和软颚边音/ʎ/（写作⟨ll⟩）之间存在零星的混淆。这种区别在拼写上得以保留，但在现代大多数西班牙语方言中，这两种音已经合并为一个音。例如，大多数西班牙语母语者读haya（来自动词haber）和halla（来自hallar）的读音是一样的。这种合流现象即是yeísmo，采自字母⟨y⟩的名称之一。:344–347:93
Yeismo是安达卢西亚西班牙语区别于其他方言的特征。由于西班牙美洲的早期定居者有一半以上来自安达卢西亚，:25–26:565–566美国大部分西班牙语语区都有yeísmo现象，但也有一些地区的声音仍有区别。邻近语言的母语使用者，如加利西亚语、阿斯图里亚斯-莱昂语、巴斯克语、阿拉贡语、奥克语和加泰罗尼亚语，通常不会在其西班牙语中出现yeísmo现象，因为这些语言保留了/ʎ/。
几百年来，一个相关的特征也被记录下来，即rehilamiento（字面“呼啸”），即/ʝ/的实际发音为有咝擦音[ʒ]甚或是塞擦音[dʒ]，这在非西班牙语母语者中也很常见。目前的发音因地域方言和社会选择的不同而有很大的差异（尤其是[dʒ]）。拉普拉塔河西班牙语（阿根廷和乌拉圭）尤以/ʝ/和原始/ʎ/的发音[ʒ]而闻名。20世纪下半叶演化出了清音[ʃ]，成为“布宜诺斯艾利斯大多数年轻居民”说话的特点，并继续传播到整个阿根廷。:170

## 资料
- Boyd-Bowman, Peter, , Bogotá: Instituto Caro y Cuervo, 1964
- Corominas, Joan, , Madrid: Gredos, 1973
- Cravens, Thomas D., , Amsterdam: John Benjamins, 2002
- Erichsen, Gerald, , ThoughtCo, January 27, 2018  [2022-08-29], （原始内容存档于2022-10-09）
- Hammond, Robert M., , Somerville, Massachusetts: Cascadilla Press, 2001, ISBN 1-57473-018-5
- Lapesa, Rafael,  9th, Madrid: Gredos, 1981 [1942], ISBN 84-249-0072-3
- Lathrop, Thomas A., , Newark, Delaware: Juan de la Cuesta, 2003, ISBN 1-58977-014-5
- Lipski, John M., , London: Longman, 1994
- Lloyd, Paul M., , Philadelphia: American Philosophical Society (Memoirs, Vol. 173), 1987, ISBN 0-87169-173-6
- Navarro Tomás, Tomás,  21st, Madrid: Concejo Superior de Investigaciones Científicas, 1982 [1918], ISBN 84-00-03462-7
- Ostler, Nicholas, , New York: HarperCollins, 2005, ISBN 0-06-621086-0
- Penny, Ralph, , Cambridge: Cambridge University Press, 2002  [2022-08-29], ISBN 978-0-521-01184-6, （原始内容存档于2023-09-23）
- Spaulding, Robert Kilburn, , Berkeley: University of California Press, 1971 [1943], ISBN 0-520-01193-7
- Walsh, Thomas J., , Harris-Northall, Ray; Cravens, Thomas D.  (编), , Madison: Hispanic Seminary of Medieval Studies: 149–163, 1991